# Listă de aeroporturi după codul IATA: F
Mai jos este lista de aeroporturi al căror cod IATA începe cu litera F.
Această listă este generată cu date din Wikidata și este actualizată periodic de un robot.
 Editările făcute în listă vor fi șterse la următoarea actualizare!
| Imagine | Cod IATA | Articol                                            |
| ------- | -------- | -------------------------------------------------- |
|         | FAB      | Aeroportul Farnborough                             |
|         | FRA      | Aeroportul Frankfurt Main                          |
|         | FCH      | Aeroportul Fresno Chandler Executive               |
|         | FOY      | Aeroportul Foya                                    |
|         | FAE      | Aeroportul Vágar                                   |
|         | FLA      | Aeroportul Gustavo Artunduaga Paredes              |
|         | FSD      | Aeroportul Regional Sioux Falls                    |
|         | FRW      | Aeroportul Francistown                             |
|         | FCO      | Aeroportul Internațional Leonardo da Vinci         |
|         | FAO      | Aeroportul Faro                                    |
|         | FRQ      | Aeroportul Feramin                                 |
|         | FSK      | Aeroportul Municipal Fort Scott                    |
|         | FRY      | Aeroportul Regional Eastern Slopes                 |
|         | FIN      | Aeroportul Finschhafen                             |
|         | FIG      | Aeroportul Fria                                    |
|         | FWA      | Aeroportul Fort Wayne                              |
|         | FFT      | Aeroportul Capital City                            |
|         | FUJ      | Aeroportul Fukue                                   |
|         | FJR      | Aeroportul Internațional El Jagüel                 |
|         | FAC      | Aeroportul Faaite                                  |
|         | FIE      | Aeroportul Fair Isle                               |
|         | FLL      | Aeroportul Internațional Fort Lauderdale–Hollywood |
|         | FMA      | Aeroportul Internațional Formosa                   |
|         | FRS      | Aeroportul Internațional Mundo Maya                |
|         | FYT      | Aeroportul Faya-Largeau                            |
|         | FRJ      | Aeroportul Frejus                                  |
|         | FRK      | Aeroportul Frégate Island                          |
|         | FTX      | Aeroportul Owando                                  |
|         | FRR      | Aeroportul Front Royal-Warren County               |
|         | FMI      | Aeroportul Kalemie                                 |
|         | FNA      | Aeroportul Internațional Lungi                     |
|         | FDF      | Aeroportul Internațional Martinique Aimé Césaire   |
|         | FUK      | Aeroportul Fukuoka                                 |
|         | FRG      | Aeroportul Republic                                |
|         | FZL      | Aeroportul Internațional Fuzuli                    |
|         | FAR      | Aeroportul Hector                                  |
|         | FAY      | Aeroportul Regional Fayetteville                   |
|         | FRC      | Aeroportul France                                  |
|         | FZO      | Aeroportul Bristol Filton                          |
|         | FSC      | Aeroportul Figari Sud-Corse                        |
|         | FAT      | Aeroportul Internațional Fresno Yosemite           |
|         | FBR      | Aeroportul Fort Bridger                            |
|         | FBU      | Aeroportul Oslo, Fornebu                           |
|         | FKN      | Aeroportul Municipal Franklin-John Beverly Rose    |
|         | FCM      | Aeroportul Flying Cloud                            |
|         | FBL      | Aeroportul Municipal Faribault                     |
|         | FNU      | Aeroportul Oristano-Fenosu                         |
|         | FKQ      | Aeroportul Fakfak                                  |
|         | FBE      | Aeroportul Francisco Beltrão                       |
|         | FAA      | Aeroportul Faranah                                 |
|         | FAM      | Aeroportul Regional Farmington                     |
|         | FDK      | Aeroportul Municipal Frederick                     |
|         | FDY      | Aeroportul Findlay                                 |
|         | FKB      | Aeroportul Baden                                   |
|         | FLN      | Aeroportul Internațional Hercílio Luz              |
|         | FLX      | Aeroportul Municipal Fallon                        |
|         | FOD      | Aeroportul Regional Fort Dodge                     |
|         | FOK      | Aeroportul Francis S. Gabreski                     |
|         | FOS      | Aeroportul Forrest                                 |
|         | FRB      | Aeroportul Forbes                                  |
|         | FTA      | Aeroportul Futuna                                  |
|         | FYJ      | Aeroportul Fuyuan Dongji                           |
|         | FDU      | Aeroportul Bandundu                                |
|         | FYM      | Aeroportul Municipal Fayetteville                  |
|         | FYU      | Aeroportul Fort Yukon                              |
|         | FNL      | Aeroportul Municipal Fort Collins–Loveland         |
|         | FSU      | Aeroportul Municipal Fort Sumner                   |
|         | FEG      | Aeroportul Internațional Fergana                   |
|         | FNG      | Aeroportul Fada N'gourma                           |
|         | FLR      | Aeroportul Florence, Peretola                      |
|         | FBM      | Aeroportul Internațional Lubumbashi                |
|         | FME      | Aeroportul Tipton                                  |
|         | FNI      | Aeroportul Nîmes-Alès-Camargue-Cévennes            |
|         | FBD      | Aeroportul Fayzabad                                |
|         | FTW      | Aeroportul Fort Worth Meacham                      |
|         | FDE      | Aeroportul Førde                                   |
|         | FDO      | Aeroportul San Fernando                            |
|         | FCA      | Aeroportul Glacier Park                            |
|         | FPO      | Aeroportul Internațional Grand Bahama              |
|         | FKS      | Aeroportul Fukushima                               |
|         | FLO      | Aeroportul Regional Florence                       |
|         | FNJ      | Aeroportul Internațional Sunan                     |
|         | FNC      | Aeroportul Madeira                                 |
|         | FET      | Aeroportul Municipal Fremont                       |
|         | FSZ      | Aeroportul Shizuoka                                |
|         | FOG      | Aeroportul Foggia "Gino Lisa"                      |
|         | FEC      | Aeroportul Feira de Santana                        |
|         | FCB      | Aeroportul Ficksburg Sentraoes                     |
|         | FEK      | Aeroportul Ferkessédougou                          |
|         | FLB      | Aeroportul Floriano                                |
|         | FLD      | Aeroportul Fond du Lac County                      |
|         | FLG      | Aeroportul Flagstaff Pulliam                       |
|         | FLH      | Aeroportul Flotta                                  |
|         | FLS      | Aeroportul Flinders Island                         |
|         | FRT      | Aeroportul Frutillar                               |
|         | FON      | Aeroportul El Tanque                               |
|         | FAN      | Aeroportul Farsund                                 |
|         | FSM      | Aeroportul Regional Fort Smith                     |
|         | FUT      | Aeroportul Pointe Vele                             |
|         | FIZ      | Aeroportul Fitzroy Crossing                        |
|         | FRE      | Aeroportul Fera                                    |
|         | FPY      | Aeroportul Perry-Foley                             |
|         | FLP      | Aeroportul Regional Marion County                  |
|         | FGI      | Aeroportul Fagali'i                                |
|         | FLW      | Aeroportul Flores                                  |
|         | FBY      | Aeroportul Municipal Fairbury                      |
|         | FUN      | Aeroportul Internațional Funafuti                  |
|         | FDR      | Aeroportul Regional Frederick                      |
|         | FRO      | Aeroportul Florø                                   |
|         | FND      | Aeroportul Funadhoo                                |
|         | FIH      | Aeroportul N'djili                                 |
|         | FKI      | Aeroportul Internațional Bangoka                   |
|         | FST      | Aeroportul Fort Stockton-Pecos County              |
|         | FAZ      | Aeroportul Fasa                                    |
|         | FAG      | Aeroportul Fagurhólsmýri                           |
|         | FAH      | Aeroportul Farah                                   |
|         | FFL      | Aeroportul Municipal Fairfield                     |
|         | FOE      | Aeroportul Regional Topeka                         |
|         | FMO      | Aeroportul Internațional Münster Osnabrück         |
|         | FTI      | Aeroportul Fitiuta                                 |
|         | FIL      | Aeroportul Municipal Fillmore                      |
|         | FRH      | Aeroportul Municipal French Lick                   |
|         | FLT      | Aeroportul Phaeton                                 |
|         | FUL      | Aeroportul Municipal Fullerton                     |
|         | FEN      | Aeroportul Fernando de Noronha                     |
|         | FOO      | Aeroportul Kornasoren                              |
|         | FXO      | Aeroportul Cuamba                                  |
|         | FTE      | Aeroportul Internațional Comandante Armando Tola   |
|         | FOU      | Aeroportul Fougamou                                |
|         | FKL      | Aeroportul Regional Venango                        |
|         | FAI      | Aeroportul Internațional Fairbanks                 |
|         | FNE      | Aeroportul Fane                                    |
|         | FFU      | Aeroportul Futaleufu                               |
|         | FNH      | Aeroportul Fincha                                  |
|         | FEB      | Aeroportul Sanfebagar                              |
|         | FLZ      | Aeroportul Ferdinand Lumban Tobing                 |
|         | FMU      | Aeroportul Municipal Florence                      |
|         | FAV      | Aeroportul Fakarava                                |
|         | FEA      | Aeroportul Fetlar                                  |
|         | FAQ      | Aeroportul Frieda River                            |
|         | FEJ      | Aeroportul Feijó                                   |
|         | FCY      | Aeroportul Municipal Forrest City                  |
|         | FKJ      | Aeroportul Fukui                                   |
|         | FOC      | Aeroportul Internațional Fuzhou Changle            |
|         | FUG      | Aeroportul Fuyang Xiguan                           |
|         | FXE      | Aeroportul Fort Lauderdale Executive               |
|         | FYN      | Aeroportul Fuyun Koktokay                          |
|         | FSP      | Aeroportul Saint-Pierre                            |
|         | FGD      | Aeroportul Fderik                                  |
|         | FFM      | Aeroportul Municipal Fergus Falls                  |
|         | FEZ      | Aeroportul Fes-Saïss                               |
|         | FUE      | Aeroportul Fuerteventura                           |
|         | FRM      | Aeroportul Municipal Fairmont                      |
|         | FXY      | Aeroportul Municipal Forest City                   |
|         | FAS      | Aeroportul Fáskrúðsfjörður                         |
|         | FMS      | Aeroportul Municipal Fort Madison                  |
|         | FVM      | Aeroportul Fuvahmulah                              |
|         | FTU      | Aeroportul Tôlanaro                                |
|         | FUO      | Aeroportul Foshan Shadi                            |
|         | FTY      | Aeroportul Fulton County                           |
|         | FRU      | Aeroportul Internațional Manas                     |
|         | FRL      | Aeroportul Forlì                                   |
|         | FRD      | Aeroportul Friday Harbor                           |
|         | FPR      | Aeroportul Treasure Coast                          |
|         | FGU      | Aeroportul Fangatau                                |
|         | FFA      | Aeroportul First Flight                            |
|         | FBA      | Aeroportul Fonte Boa                               |
|         | FMN      | Aeroportul Regional Four Corners                   |
|         | FOR      | Aeroportul Internațional Pinto Martins – Fortaleza |
|         | FEP      | Aeroportul Albertus                                |